# Avenida Archabil
A Avenida Archabil (em turcomeno:  Arçabil şaýoly) é a mais moderna auto-estrada de alta velocidade de Asgabade. A auto-estrada de oito pistas tem um comprimento de 25,5 quilômetros e contém uma faixa divisória com mais de 30 metros de largura.

## História e arquitetura
A Avenida Archabil foi construída em 2004, pela empresa turca LACUNA Insaat.
A avenida abriga a maioria dos ministérios e departamentos do Turcomenistão. Muitos centros culturais e de negócios recém-construídos estão localizados na avenida.
Em abril de 2013, uma obra de expansão da auto-estrada começou, pela empresa russa "Vozrozhdeniye".

## Galeria

Avenida Archabil
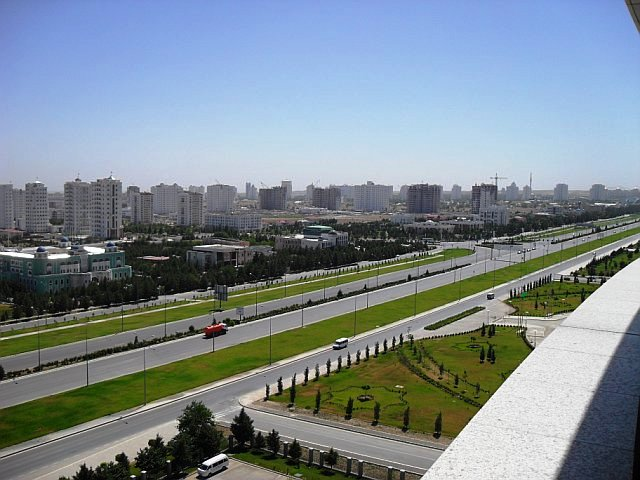
Vista da cidade atrás da avenida

## Links
- Project in ILK Construction[ligação inativa]